# Dharam yudh
Dharam yudh est la guerre pour la défense de la justice, guerre approuvée dans le sikhisme. Littéralement, dharam yudh signifie « guerre pour la droiture ». Le concept remonte au temps du premier guru des sikhs, Guru Nanak (1469-1539), époque où les droits étaient bafoués. Guru Nanak s'opposait à la tyrannie. Guru Gobind Singh a donné cinq conditions, notamment que la guerre doit être le dernier ressort et qu'aucun territoire ne doit être annexé. La guerre voulait combattre l'oppression et établir des valeurs égalitaires pour tous.

Récemment, en 1982, un parti politique sikh a mis en place le dharam yudh morcha, un mouvement pour appliquer la résolution d'Anandpur ayant pour but de mettre sur un pied d'égalité les droits sikhs et non sikhs en Inde. Ce fut un mouvement pacifique. Lors de ces manifestations que certains ont pris comme sécessionnistes, la police a tiré à balles réelles et a tué une centaine de personnes.